# Stetholophus axillaris
Stetholophus axillaris är en stekelart som beskrevs av Henry Keith Townes, Jr. 1970. Stetholophus axillaris ingår i släktet Stetholophus och familjen brokparasitsteklar. Inga underarter finns listade i Catalogue of Life.